# Саргани, Эммануил Константинович
Эммануил Константинович Саргани (1860 — после 1917) — отставной ротмистр, член Государственной думы 2-го и 3-го созывов от Херсонской губернии.

## Биография
Православный. Потомственный дворянин Херсонской губернии. Землевладелец Елисаветградского уезда (800 десятин).
Окончил Елисаветградскую военную прогимназию и Елисаветградское кавалерийское юнкерское училище (1878), откуда выпущен был офицером в 7-й уланский Ольвиопольский полк. Прослужи в названном полку около 15 лет, в 1892 году вышел в отставку в чине ротмистра.
1 сентября 1892 года назначен был земским начальником 13-го участка Елисаветградского уезда, в каковой должности состоял до избрания в Государственную думу. Избирался гласным Елисаветградского уездного и Херсонского губернского земских собраний, а также почетным мировым судьей Елисаветградского уезда. Из наград имел ордена Св. Анны 3-й степени и Св. Станислава 2-й степени (1901).
6 февраля 1907 года избран членом II Государственной думы от Херсонской губернии. Входил в группу правых.
15 октября 1907 года избран в III Государственную думу от Херсонской губернии. Входил во фракцию правых, затем в Национальную группу. Состоял членом земельной и по судебным реформам комиссий. 5 июля 1908 года отказался от звания члена ГД в связи с назначением непременным членом Херсонского губернского присутствия. На его место был избран граф В. В. Стенбок-Фермор.
В 1911—1914 годах — депутат дворянства Елисаветградского уезда. Дальнейшая судьба неизвестна. Был женат.